# Real Federação Espanhola de Ciclismo
A Real Federação Espanhola de Ciclismo (em espanhol:Real Federación Española de Ciclismo, RFEC) é o organismo que governa o ciclismo em Espanha, nas suas distintas modalidades (estrada, BTT, pista, ciclocross...). Ela é membro da UCI e UEC, e têm a sua sede em Madrid, e o seu presidente actual é José Luis López Cerrón.
A RFEC é responsável por vários campeonatos de ciclismo na Espanha nas suas diversas modalidades; também auxilia na organização de corridas de ciclismo realizadas em Espanha e organiza diferentes competições a nível amador espanhol (como Taça de Ciclismo de Espanha). Além disso, está encarregue da arbitragem (Comité de Arbitragem Nacional) e na formação de treinadores (Escola Nacional de Treinamento), bem fomentar o ciclismo em si, a segurança rodoviária (enfatizando a segurança para ciclistas) e o ciclismo limpo de doping.
Também é o órgão responsável pela sanção ( ou doping, ou de outra forma ) para os ciclistas espanhóis. No entanto, o desacordo nos últimos anos entre a UCI e a RFEC ao considerar provado o caso de doping foi forçado a intervir em vários casos no Tribunal Arbitral do Esporte (TAS), geralmente em favor da UCI. Exemplos disso são os casos de Iban Mayo, Aitor González ou Alberto Contador, no qual a RFEC absolveu da acusação de doping contra o parecer da UCI (promotor do castigo), a decisão final do TAS em ambos os casos favoravelmente à UCI e, portanto, a pena por doping (suspensão de dois anos).
No campo do ciclismo profissional apenas tem competências e na maioria dos casos, é apenas um transmissor de dados, licenças , relatórios, etc. para a UTI.